# Ga Jagalchi
Ga Jagalchi (tiếng Hàn: 자갈치역) là ga của Busan Metro tuyến 1 ở Nampo-dong, quận Seo, Busan, Hàn Quốc.

## Liên kết
- (tiếng Hàn) Thông tin từ Tổng công ty vận chuyển Busan